# Catedrala ortodoxă antiohiană din São Paulo
Catedrala ortodoxă antiohiană din São Paulo este sediul Arhiepiscopiei Ortodoxe Antiohiene din São Paulo.